# Ulrika Babiaková
Ulrika Babiaková   (Banská Štiavnica, 3 d'abril de 1976 - Piešťany, 3 de novembre de 2002) va ser una astrònoma eslovaca i descobridora de planetes menors. El Minor Planet Center li atribueix el descobriment i co-descobriment de 14 asteroides durant el període 1998-2001.
Babiaková va morir als 26 anys en un accident.
L'asteroide del cinturó principal 32531 Ulrikababiaková, descobert per l'astrònom i marit Peter Kušnirák l'any 2001, va ser nomenat en la seva memòria el 8 d'octubre de 2014.

## Llista de planetes menors descoberts
| 15053 Bochníček                                  | 17 de desembre de 1998 | MPC [1] |
| 22185 Štiavnica                                  | 29 de desembre de 2000 | MPC [2] |
| 22644 Matejbel                                   | 27 de juliol de 1998   | MPC [1] |
| (49436) 1998 YX 2                                | 17 de desembre de 1998 | MPC [1] |
| (72062) 2000 YR 17                               | 24 de desembre de 2000 | MPC [2] |
| (72070) 2000 YC 33                               | 31 de desembre de 2000 | MPC [2] |
| (82809) 2001 QK 33                               | 17 d'agost de 2001     | MPC [2] |
| (82908) 2001 QU 100                              | 19 d'agost de 2001     | MPC [2] |
| (104650) 2000 GY 132                             | 9 d'abril de 2000      | MPC [2] |
| (109096) 2001 QJ 33                              | 16 d'agost de 2001     | MPC [2] |
| (123613) 2000 YQ 17                              | 24 de desembre de 2000 | MPC [2] |
| 123647 Tomáško                                   | 31 de desembre de 2000 | MPC [2] |
| (165712) 2001 QV 33                              | 17 d'agost de 2001     | MPC [2] |
| (334076) 2001 QW 33                              | 17 d'agost de 2001     | MPC [2] |
| 1 junt amb Petr Pravec 2 junt amb Peter Kušnirák |                        |         |